# Taktisk, organisatorisk och ekonomisk målsättning
Taktisk, organisatorisk och ekonomisk målsättning, TOEM, är ett så kallat målsättningsdokument i Försvarsmakten. Här beskrivs processen att komma fram till, vilka målsatta uppdrag varje förband skall kunna genomföra enligt en given budget. Motsvarande målsatta dokument (kravspecifikation) för materiel kallas Teknisk, taktisk och ekonomisk målsättning (TTEM).